# Овечкі (Оборницький повіт)
Овечкі (пол. Owieczki) — село в Польщі, у гміні Роґозьно Оборницького повіту Великопольського воєводства.
Населення — 229 осіб (2011).
У 1975-1998 роках село належало до Пільського воєводства.

## Демографія
Демографічна структура станом на 31 березня 2011 року:
|          | Загалом | Допрацездатний вік | Працездатний вік | Постпрацездатний вік |
| -------- | ------- | ------------------ | ---------------- | -------------------- |
| Чоловіки | 129     | 42                 | 82               | 5                    |
| Жінки    | 100     | 23                 | 61               | 16                   |
| Разом    | 229     | 65                 | 143              | 21                   |